# Jiří Boula
Jiří Boula (* 8. dubna 1999 Praha) je český profesionální fotbalista, který hraje na pozici středního záložníka za český klub FC Baník Ostrava.

## Klubová kariéra
Boula je odchovancem pražské Sparty. Z dorostu zamířil do nižších soutěží v Anglii, kde působil v týmu University of Derby a v Mickleoveru.

### Táborsko
V létě 2020 se Boula vrátil zpátky do Česka a posílil druholigové Táborsko. V týmu debutoval 23. srpna 2020, kdy se objevil v základní sestavě ligového utkání proti Viktorii Žižkov. Boula se stal ihned stabilním členem základní sestavy a ve své první sezóně v Česku nastoupil do 23 utkání, v nichž vstřelil 1 branku.

### Baník Ostrava
V červnu 2021 si jej vyhlédl ostravský Baník, Boula však strávil ještě podzimní část sezóny 2021/22 na hostování v Táborsku.
V české nejvyšší soutěži Boula debutoval 6. února 2022, kdy odehrál celé utkání Baníku proti Mladé Boleslavi. Boula se stal ještě v jarní části sezóny základním stavebním kamenem sestavy trenéra Ondřeje Smetany a místo v sestavě si udržel i pod trenérem Galáskem a Vrbou. Z pozice středního záložníka ho vytlačil až v sezóně 2022/23 mladičký Filip Kaloč, kterého upřednostňoval nový trenér Pavel Hapal.
Po Kaločově odchodu do druhé německé Bundesligy si Boula vybojoval zpátky místo v základní sestavě Baníku. V březnu 2024 podepsal Boula s Baníkem novou smlouvu do června 2027. V sezóně 2023/24 nastoupil do 35 soutěžních utkání a pomohl Baníku k návratu do pohárové Evropy po 14 letech.
Dne 25. července 2024 gólem přispěl k vysoké výhře 5:1 nad arménským klubem FC Urartu v druhém předkole Konferenční ligy.